# Мебс, Гудрун
Гу́друн Мебс (нем. Gudrun Mebs; род. 8 января 1944 года, Франкфурт-на-Майне) — немецкая детская писательница, драматург и актриса.

## Биография
Родилась 8 января 1944 года во Франкфурте-на-Майне на западе Германии. После окончания театральной школы в своём родном городе выступала на сценах нескольких немецких театров. В составе театральной труппы Института имени Гёте гастролировала во многих странах мира. В Париже в течение года посещала цирковую школу, где училась хождению по канату.
С 1980 года пишет детские книги, а также сценарии для кино, телевидения и радио. В 1984 году она была удостоена самой престижной в Германии Немецкой премии в области детской литературы за книгу «Воскресный ребенок» (нем. Sonntagskind) рассказывающую о жизни девочки из сиротского приюта, переведенную на восемнадцать языков. Живёт и работает в собственном доме в Тоскане, а также в Мюнхене.
В России наиболее известна серия книг о Фридере и его бабушке в переводе Веры Комаровой.